# میرا-بایاندار
شهر میراـ بایاندار (به انگلیسی: Mira-Bhayandar) با جمعیت ۹۱۵٫۹۸۹ نفر در ایالت مهاراشترا در کشور هند واقع شده‌است.